# SUNSHINE BREEZE
SUNSHINE BREEZE(サンシャイン・ブリーズ)は、山梨県のラジオ局、FM-FUJIで1989年ごろから1999年3月27日まで、毎週土曜日の昼間の時間帯に放送されたラジオ番組である。毎週土曜日の午前11時（一時期10時）から夕方4時前まで生放送され、最新音楽、ヒットチャート、ニュース、レジャー情報、ゲストコーナーなどが満載だった。

## 概説
FM富士がJFNに加盟していた当時、FM東京（現：TOKYO FM）など他のJFN系列局では土曜午後の枠に『コーセー歌謡ベスト10』（現『JA全農 COUNTDOWN JAPAN』）や『DIATONE ポップスベストテン』（現『コスモ ポップス ベスト10』）などの番組（13 - 16時台はのちのカウントダウンステーション枠）を放送していたが、FM-FUJIではこれらの番組を放送せず、あくまでも独自色を打ち出し、生ワイド番組を編成。これが『SUNSHINE BREEZE』である。

### 特色
毎週土曜日の11時 - 15時55分、山梨県甲府市丸の内のFM富士本社スタジオ（当時）から5時間の生放送で、基本的にはリスナーから電話やFAXなどでリクエストやメッセージを募集（電話リクエストは番組終了1時間前まで募集）。
DJは開始初期から数年は木河淳が、またFM-FUJIがJFNを脱退してからは長谷川雄啓がメインで担当した。その後、宅麻仁がメインとなり、土曜日の午後の人気番組となった。
ちなみに宅麻仁(&田中なつこ／江崎エツコ)担当時のオープニングは『おはにちは!!』と挨拶していた。放送開始が午前中だったのと、昼間の番組だったことで「おはよう」と「こんにちは」を組み合わせた造語である。
また、年1～2回は、場所を富士急ハイランドに移して公開生放送を行っていた。ちなみに富士急ハイランド公開放送のときは電話受付は休止していた。

## 番組の終了
1998年4月より番組の拠点をこれまでの甲府本社から渋谷区代々木のFM-FUJI東京支社スタジオ「STUDIO ViViD」へ移行。放送時間も10時～15時30分に拡大され、最長5時間30分となる。東京移行後は電話リクエスト形式が廃止されるなど、番組のシステムや構成に若干変更がなされる。
10月からは放送場所を代々木から新宿ルミネ2内のタワーレコード新宿ルミネ店サテライトスタジオへ移し、放送時間も11時～15時55分（5時間）に復帰した。
東京時代は2度にわたる放送時間変更とスタジオ移動を経験する形となり、そして1999年3月27日に番組が終了。およそ10年の歴史に幕を下ろした。

## 担当DJ
男性
- 木河淳
- 長谷川雄啓
- 宅麻仁

女性
- 舘野順子（長谷川雄啓時代）
- 田中なつこ（宅麻仁時代、1997年3月まで）
- 江崎エツコ（宅麻仁時代、1997年4月～番組終了まで）

## 主なコーナー
- HOW WAS THIS WEEK?～今週はこんなんでした
- 山中湖HOLIDAY SNIPER（甲府本社時代）
- 今週のいい男&いい女!
- SPOT LIGHT BOX
- ATTENTION PLEASE
- ROUGH & TIGHT INTERVIEW（スタジオViViD時代）

など

## 注
1. ↑  当時FMぐんまやFM三重では放送しなかった。
2. ↑  一部の局（特にFM三重）において放送しない番組もあった。
3. ↑  現在は川田町のアリア・ディ・フィレンツェへ移転している。

| FM-FUJI 土曜日デイタイムのワイド番組 | FM-FUJI 土曜日デイタイムのワイド番組 | FM-FUJI 土曜日デイタイムのワイド番組 |
| 前番組                               | 番組名                               | 次番組                               |
| ------------------------------------ | ------------------------------------ | ------------------------------------ |
| -                                    | SUNSHINE BREEZE                      | LET'S SWING SATURDAY                 |